# フルミネンセ・フェイラFC
フルミネンシ・ジ・フェイラFC (ポルトガル語: Fluminense de Feira Futebol Clube) は、ブラジル・バイーア州フェイラ・デ・サンタナにホームを置くサッカークラブである。
クラブ名はリオデジャネイロにあるフルミネンセFCに由来する。キットとクラブロゴもまたリオデジャネイロのフルミネンセに非常に似たものを使用している。クラブの愛称「トウル・ド・セルトン (Touro do Sertão) 」は「旱魃地域の雄牛」を意味する。マスコットは雄牛。

## 歴史
1941年1月1日創設。1954年にプロチームとなった。それから2年後の1956年にカンピオナート・バイアーノ（バイーア州選手権）に準優勝した。1963年にカンピオナート・バイアーノに優勝し、最初のプロタイトルを獲得。1969年に2度目のタイトルを手にした。
1992年、フルミネンセ・フェイラはカンピオナート・ブラジレイロ・セリエCの決勝でトゥナ・ルーゾ・ブラジレイラに敗れ、準優勝した。しかし翌1993年はリーグの再編によりカンピオナート・ブラジレイロ・セリエBおよびセリエCが存在しなかったため、どちらのクラブも昇格できなかった。
1998年、カンピオナート・バイアーノ1部で12チーム中10位に終わり、2部に降格した。1999年のカンピオナート・バイアーノ2部ではコロコロFRに次いで2位となり、翌年に1部へ昇格した。

## スタジアム
ホームスタジアムはジョイア・ダ・プリンセーザ (Joia da Princesa) の愛称で知られるエスタジオ・アウベルト・オリヴェイラ。1953年に建造され、16,274人収容。

## タイトル
- カンピオナート・バイアーノ：2回
  - 1963, 1969
- タッサ・エスタド・ダ・バイーア：2回
  - 1998, 2009

## 歴代所属選手
- ホニ・ソウザ 2008-2010
- セルジーニョ 2009
- ダニーロ 2011
- エブソン 2012
- ラファエウ 2012